# 佐羅托維奇
49°39′47″N 22°53′52″E / 49.66306°N 22.89778°E

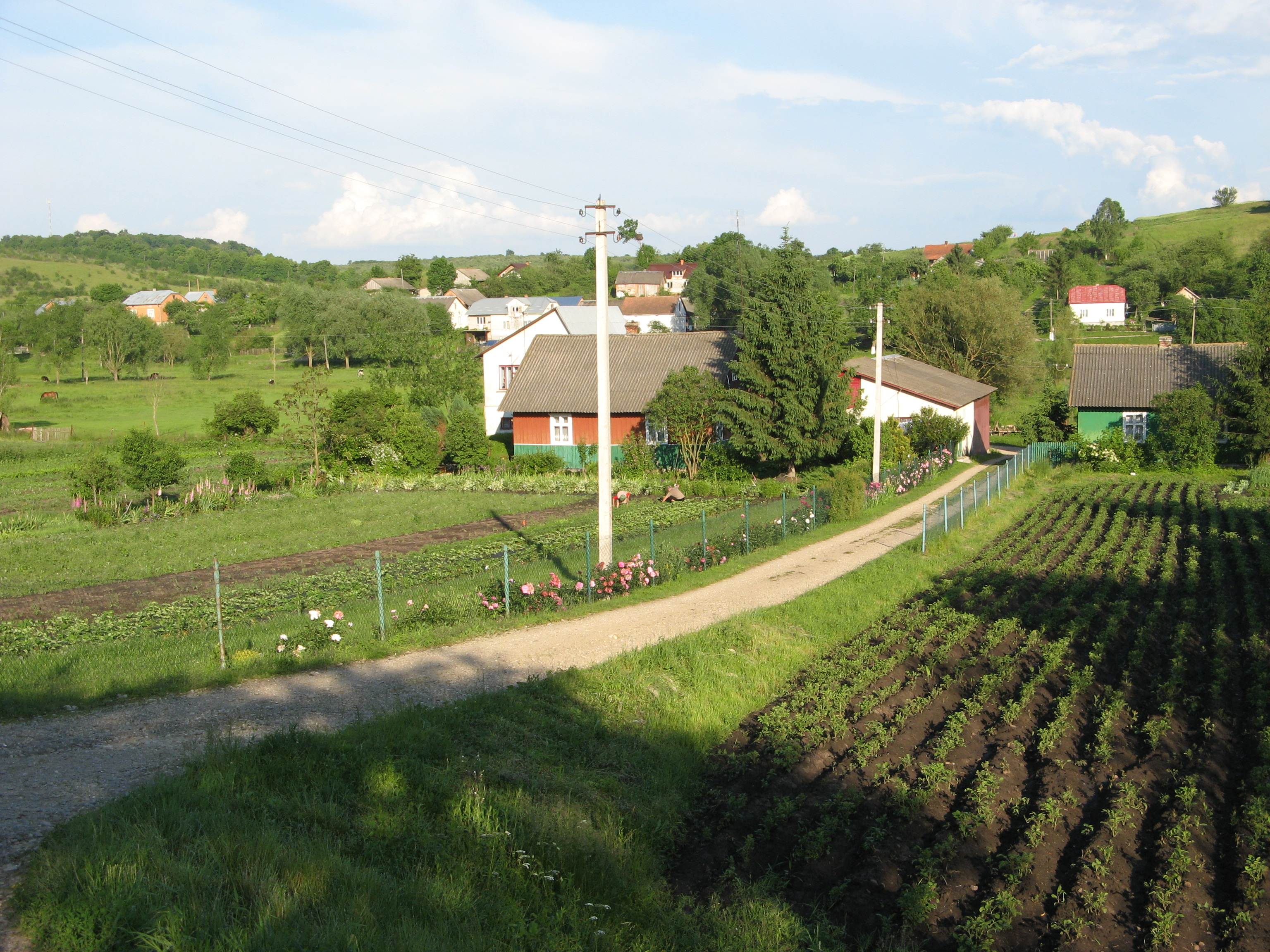

佐羅托維奇（烏克蘭語：Зоротовичі），是烏克蘭西部的村莊，隸屬利維夫州的桑比爾區。該村面積0.6平方公里，海拔高度247米，人口527，人口密度每平方公里872.52人。